# 楚河汉街

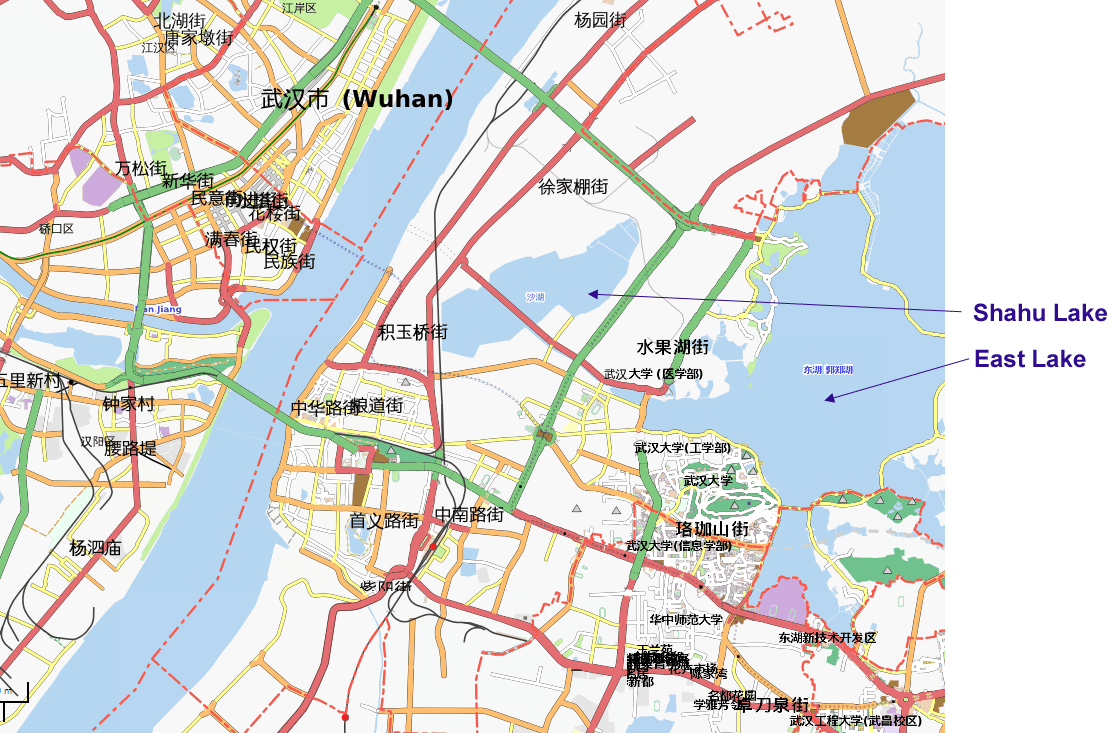
包括东湖和沙湖在内的武汉地图：楚河汉街就介于此二湖之间

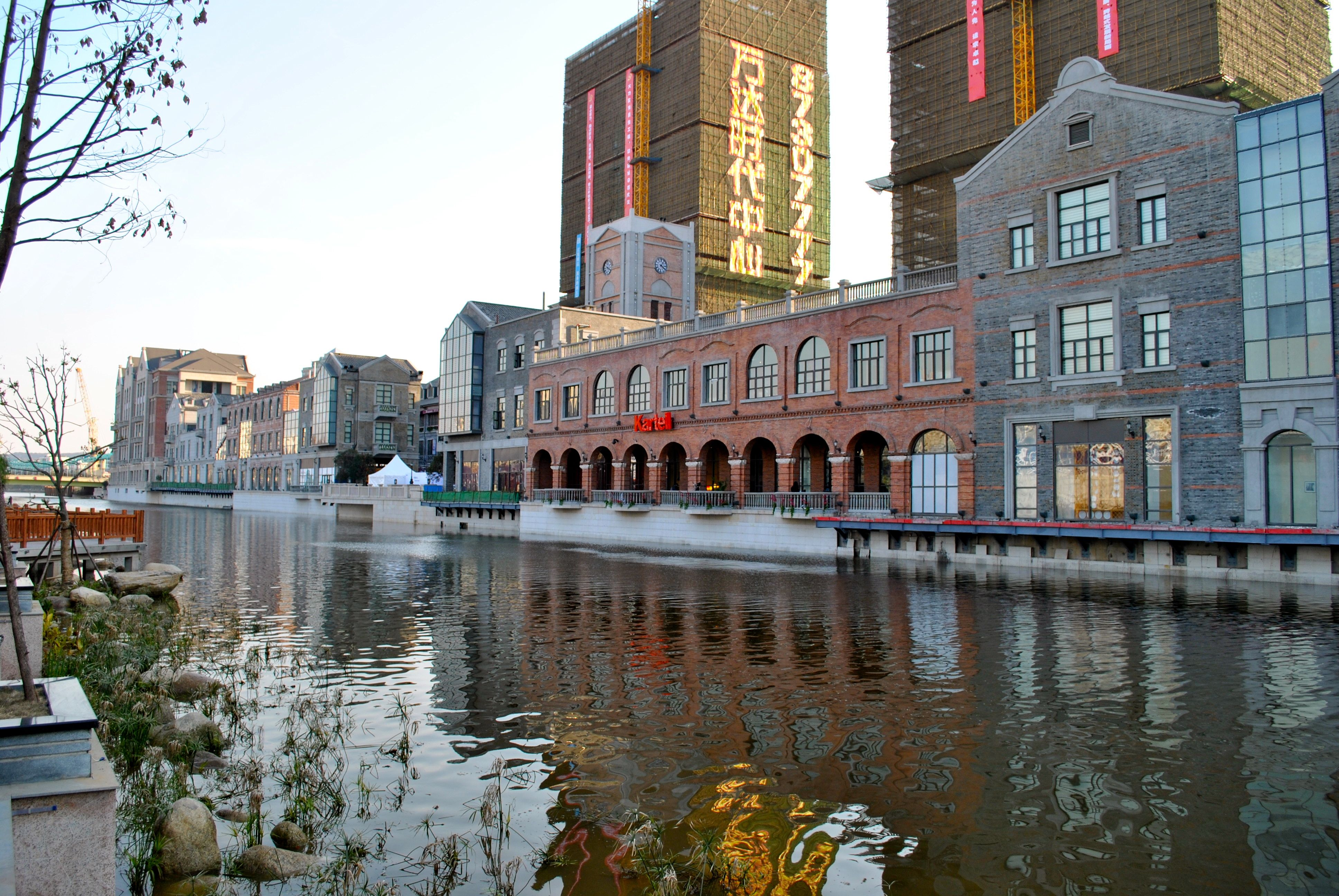
楚河汉街

楚河汉街是武汉中央文化区一期工程的重要组成部分，包括联通沙湖和东湖的人工运河楚河和沿楚河南岸布置的步行街汉街，位于湖北省的省会武汉市。
武汉中央文化区位于武汉市区的武昌区，介于东湖和沙湖之间，恰接近武汉市地理中心。其面积为1.8平方公里，建筑面积340万平方米，总面积21万平方米，于2011年9月30日开业。万达集团为此工程投资五百亿人民币，其中包括旅游景点、商业办公、居住设施、購物中心、酒店、影院的建设。2013年前后，楚河汉界人气开始显著增长。
此工程标志着大东湖生态水网的建成，同时也为了纪念在武汉爆发的辛亥革命胜利一百周年。

## 楚河
楚河是链接东湖和沙湖的一条2.2公里长的河流。 这是国务院批准的六湖连通工程的控制性项目。楚河宽40到70米，若包括景观和路则有150米宽。沿河畔栽有树木，用来吸引游人。楚河上新建的四座桥梁由有奖征名确定，分别是：放鹰桥（东湖路）、云中桥（中北路）、歌笛桥（沙湖大道）、烟霞桥（烟霞路）。

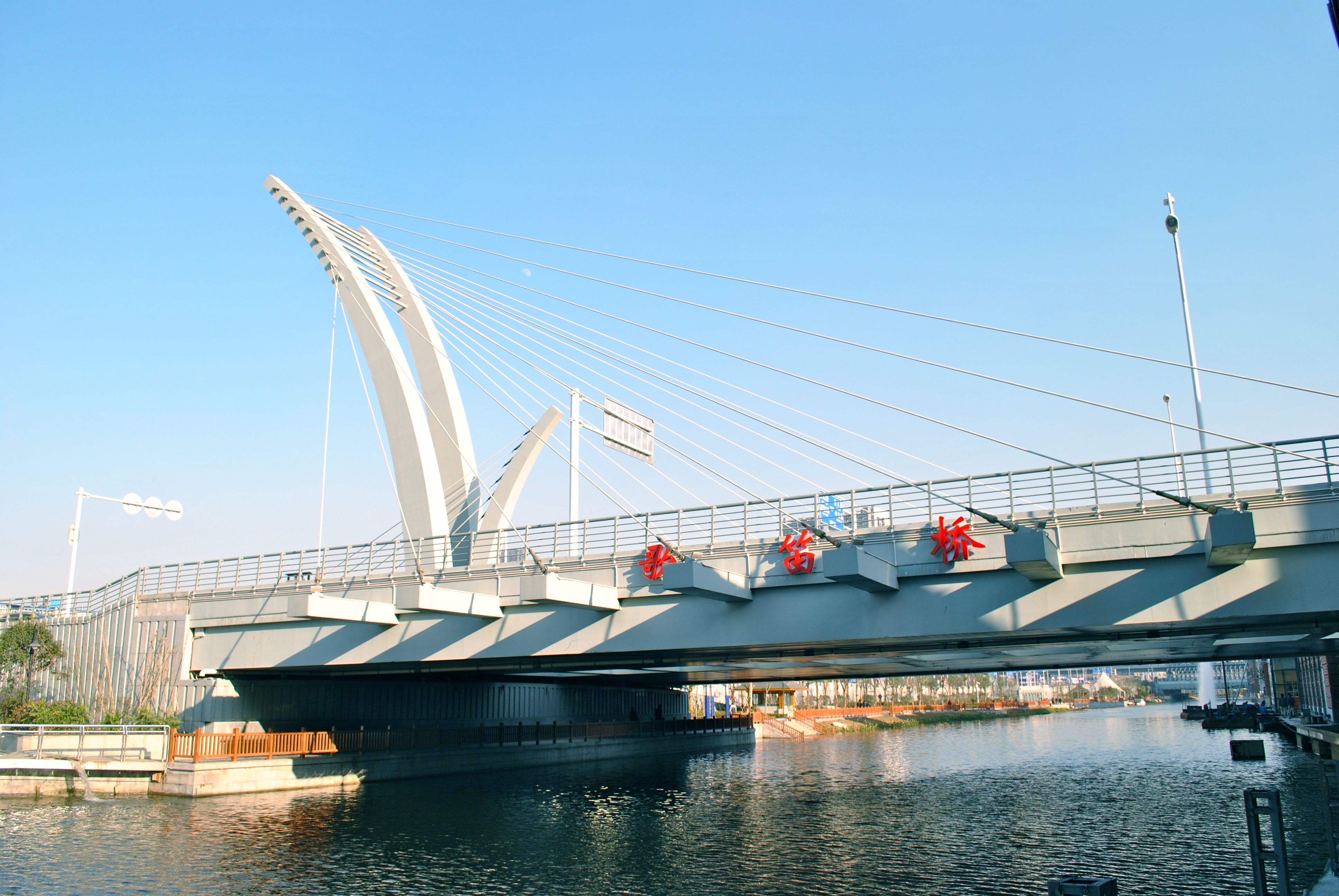
歌笛桥
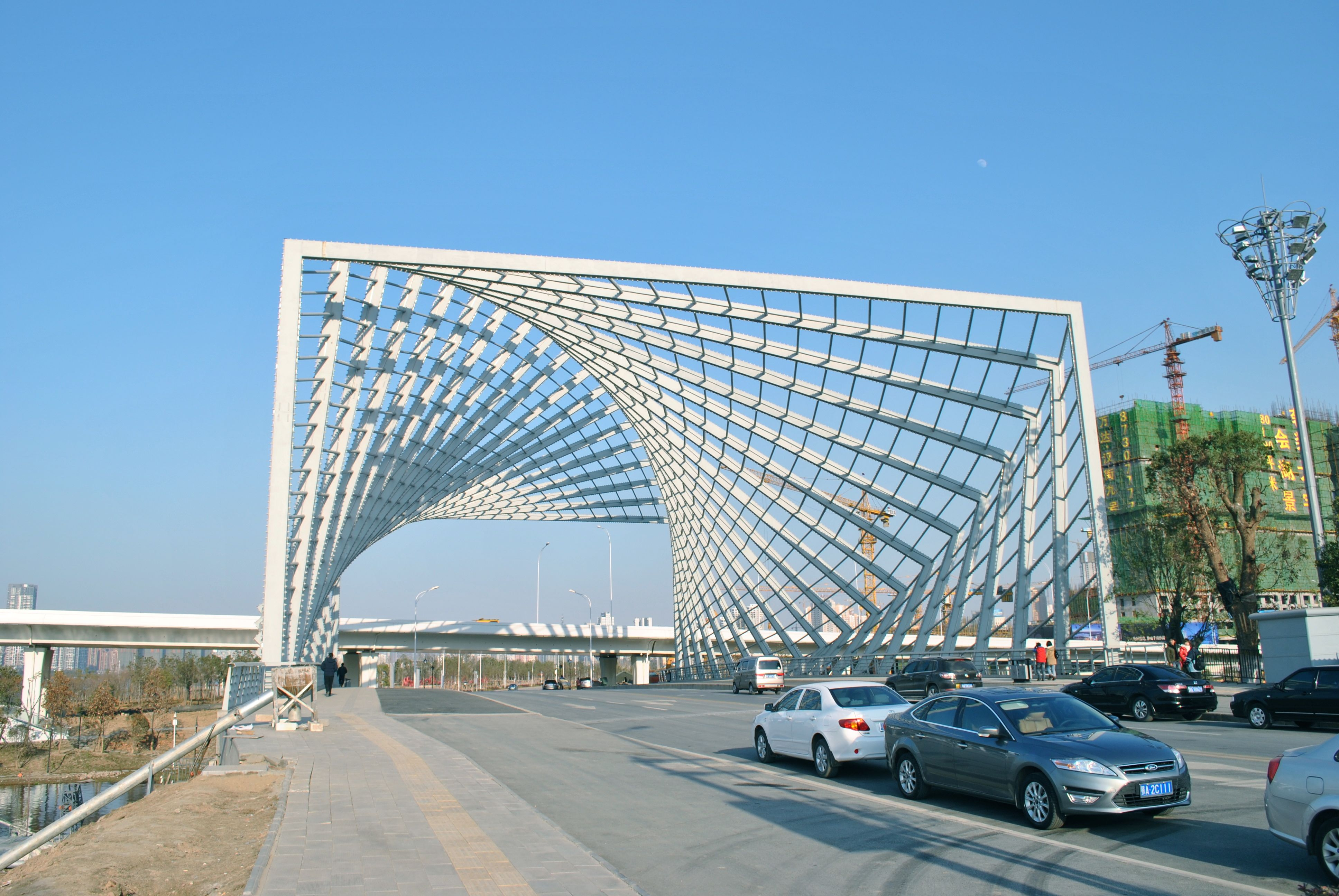
烟霞桥
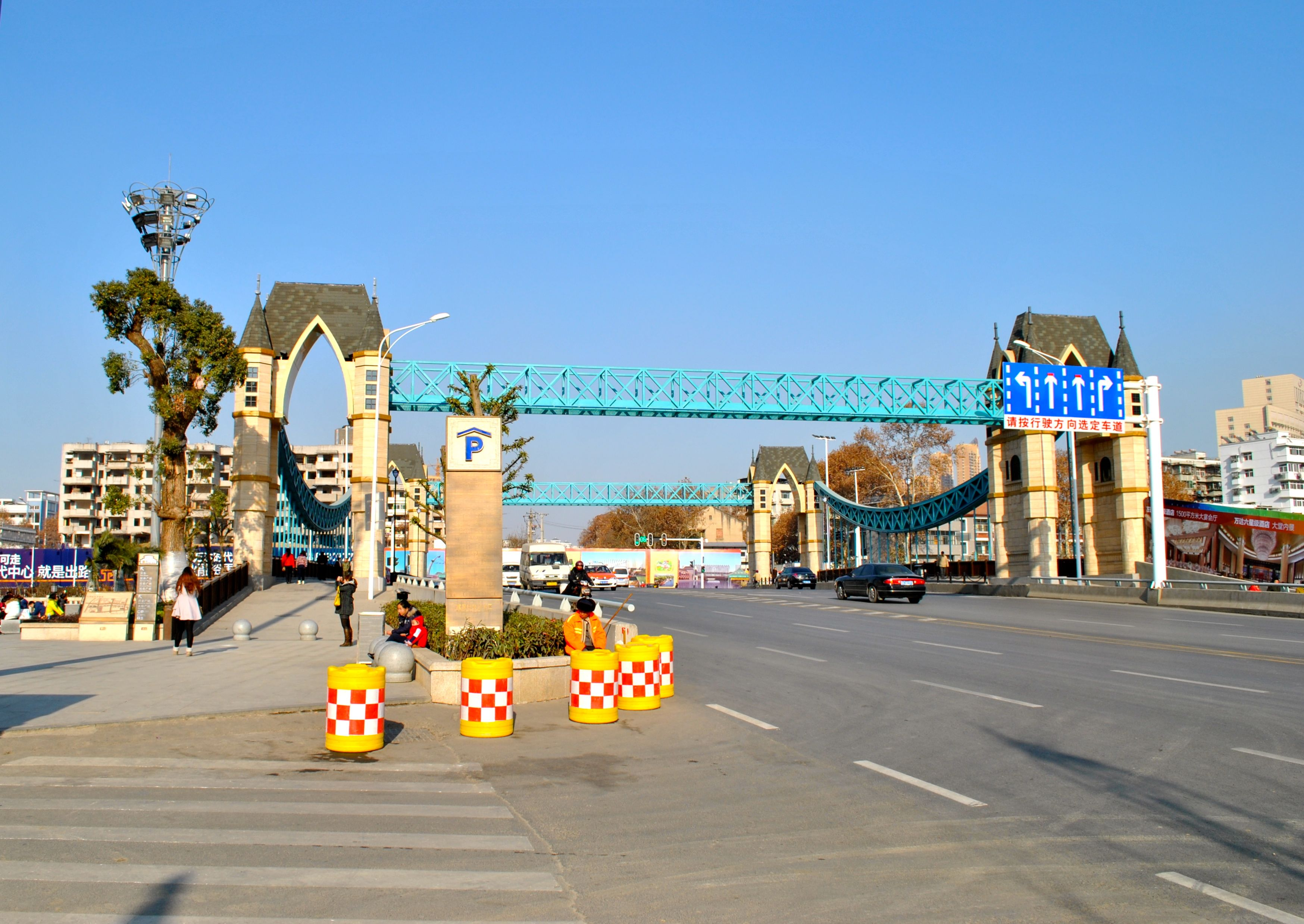
放鹰桥
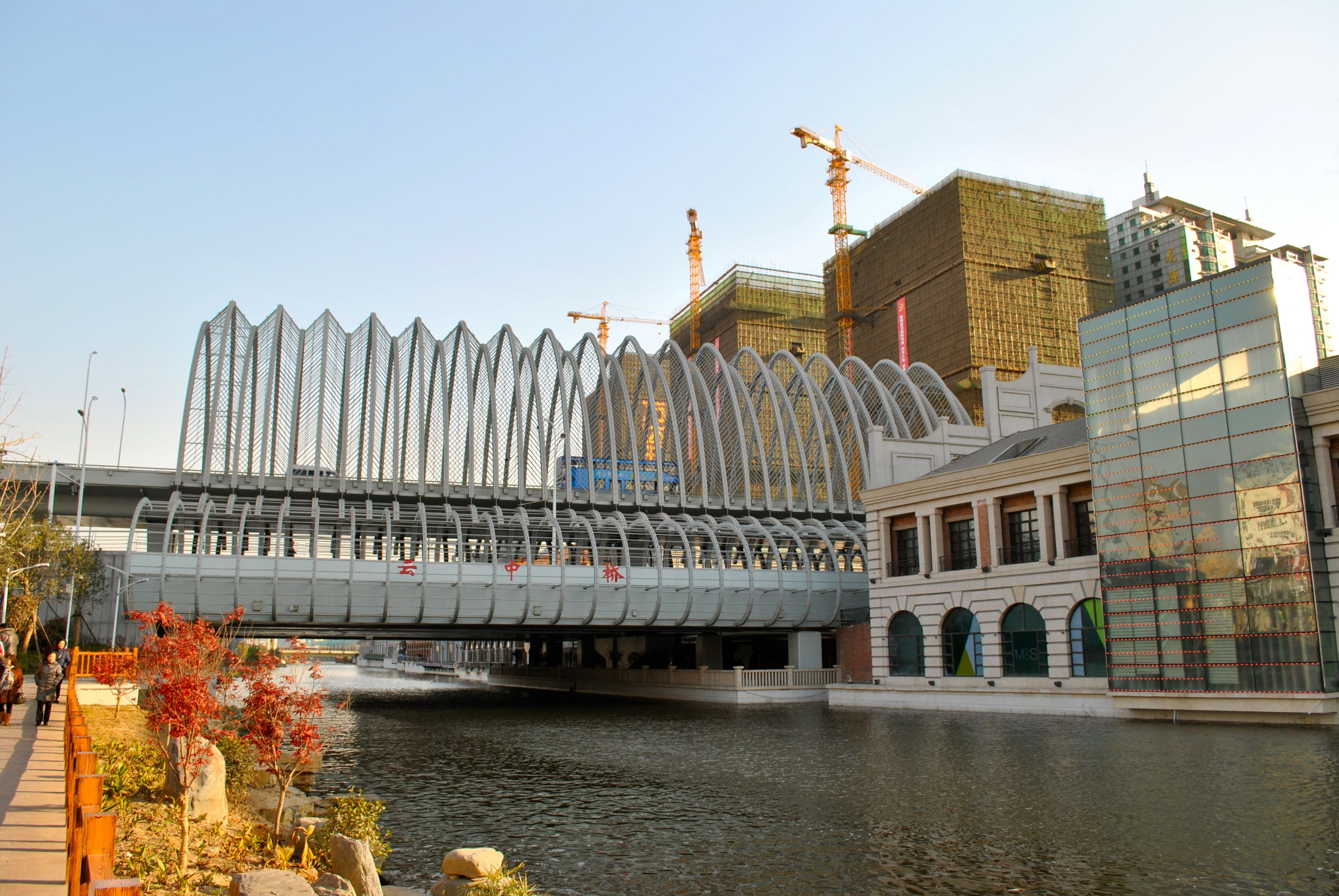
云中桥
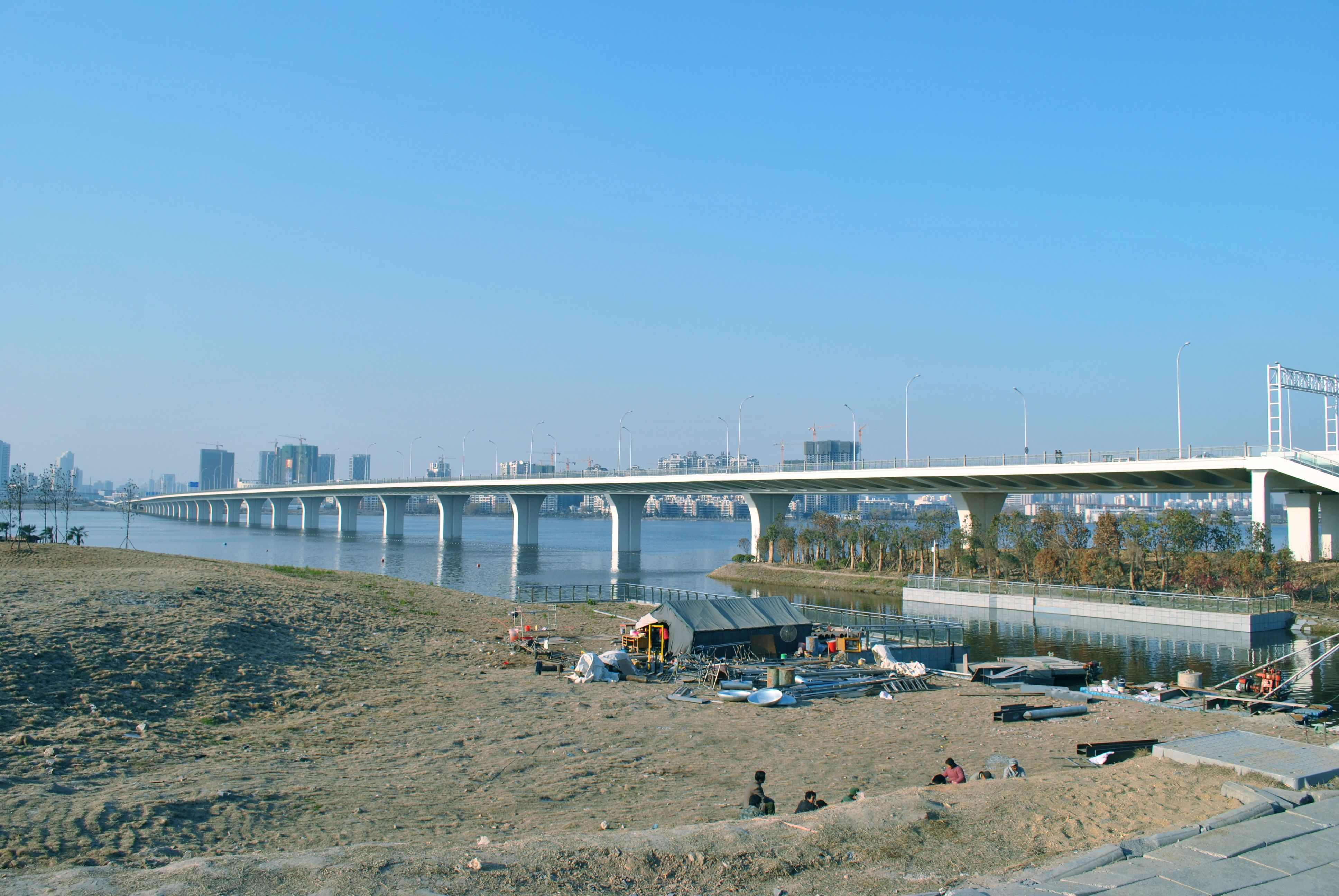
附近的沙湖大桥

## 汉街

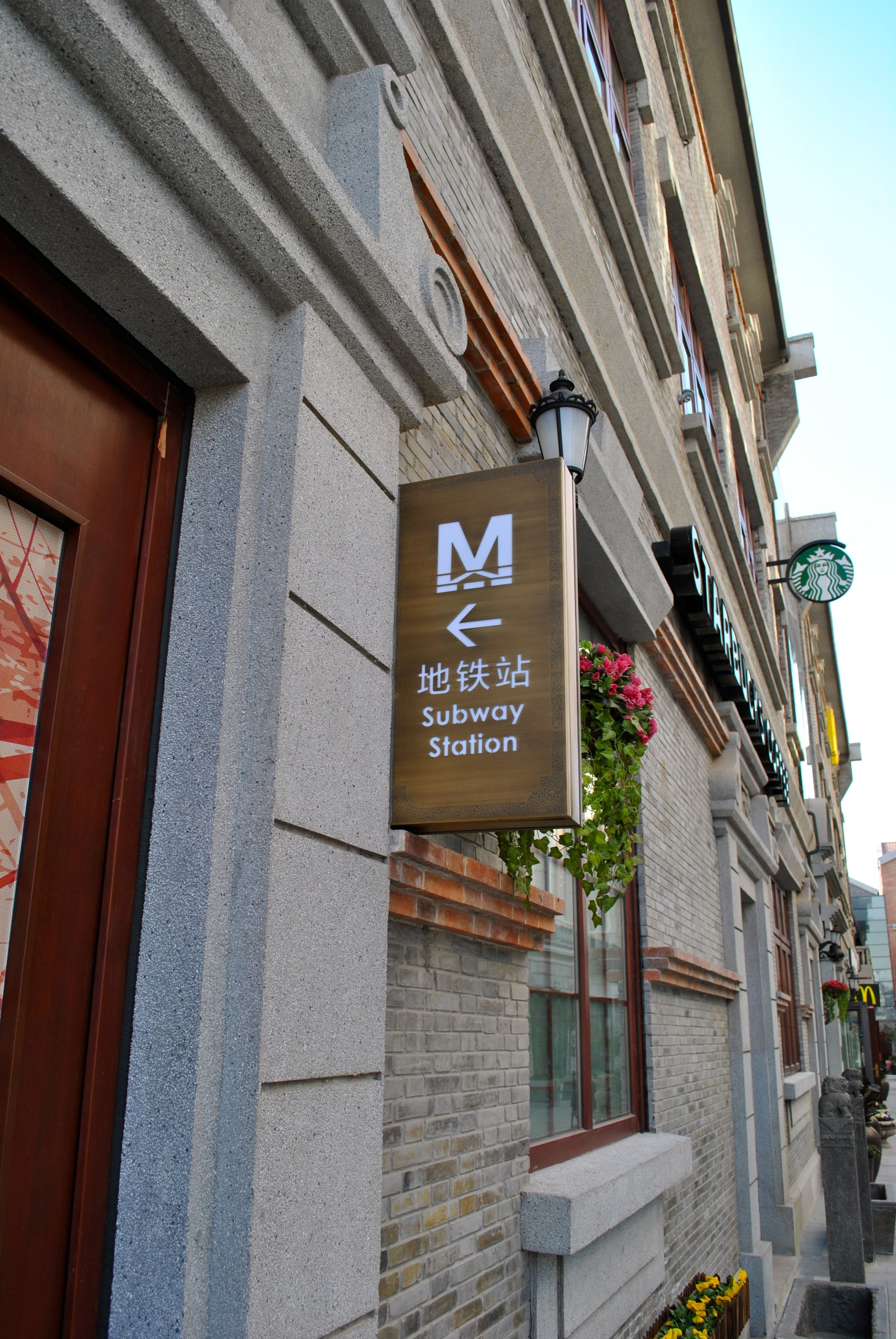
汉街为武汉地铁预留的地铁站上盖建筑

汉街是楚河南岸一条1.5公里长的步行街。总面积为21万平方米。汉街两旁有200多个商店、餐厅、文化休闲场所等。建成时是中国最长的步行街。

## 建筑风格
汉街的建筑风格很独特，杂糅了古今不同的风格。大部分建筑还原了民国时期的风情，其中包括红灰两色的砖瓦、精雕细琢的额枋、黑色的大门、黄铜的门把手、石板地砖、石库门、古旧的木质窗框等元素。但汉街也有很多现代西式的建筑。

## 文娱项目
楚河汉街有9项文娱游乐项目。

### 汉秀剧场
汉街东端是所谓的“汉秀剧场”。 美国富兰克·德贡合资演艺公司将和万达集团共同投资25亿元，在武汉建设高水平的大型舞台秀。其建筑面积8.6万平方米，由马克·菲舍尔大师设计，外形灵感来自中国传统红灯笼。剧场预计将于2014年12月20日举行首演。

### 电影文化公园
电影文化公园在汉街西端，是总建筑面积6万平方米，投资35亿元建造的室内电影文化公园。由马克·菲舍尔设计，创意取自编钟。公园设有七个电影科技娱乐项目，包括飞行影院、互动影院、4D影院、5D影院、魔幻餐厅、体验影院、太空影院等。

### 万达电影城
位于汉街中段的中国规模最大电影城，总座位数3000，有15个影厅，包括数字3D影厅、IMAX巨幕影厅等。

### 五座名人广场

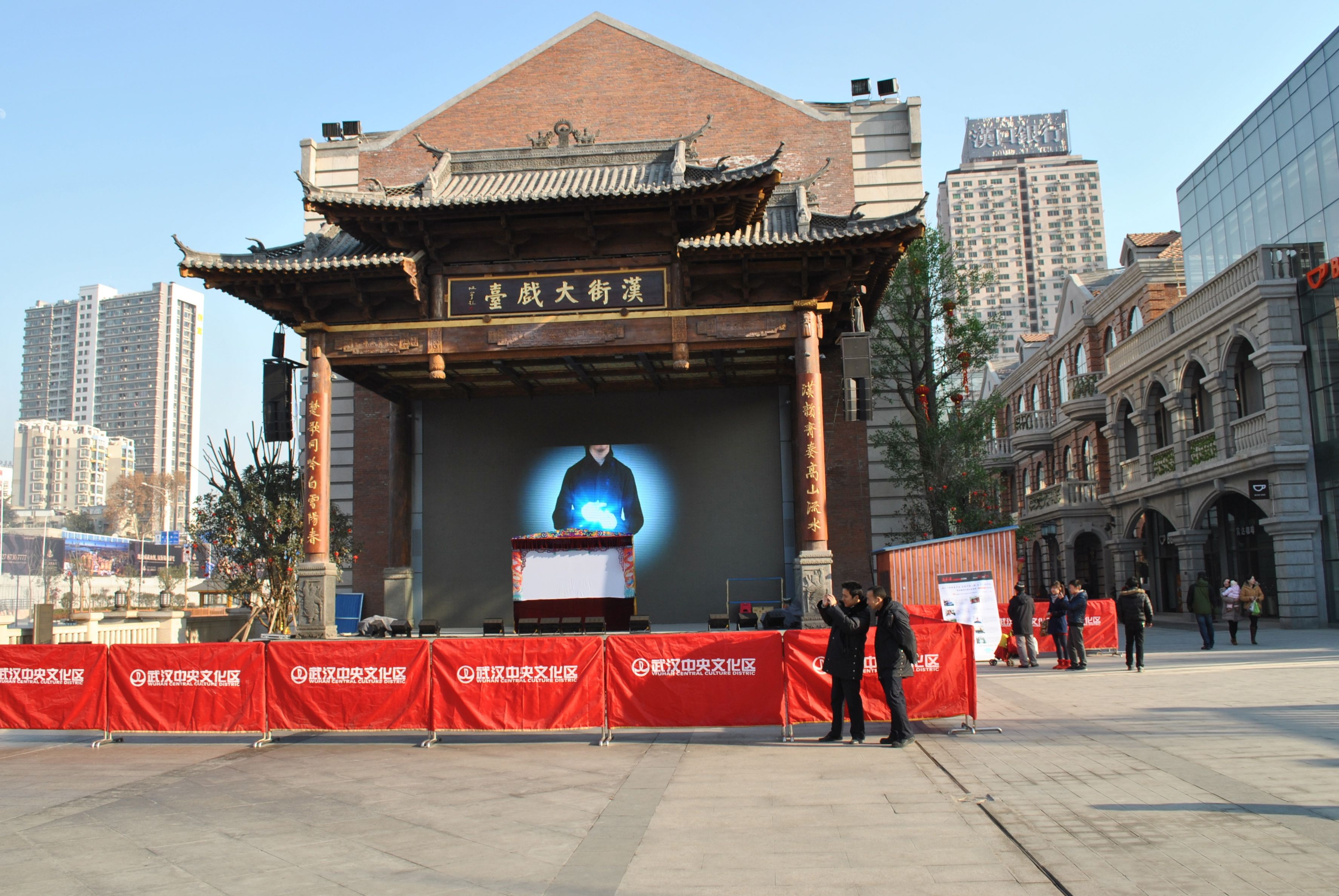
汉街大戏台

汉街有5个广场，分别为“太极广场”（张三丰），“药圣广场”（李时珍），“知音广场”（俞伯牙、钟子期），“屈原广场”，“昭君广场”，每个广场布置一处湖北历史名人雕塑。

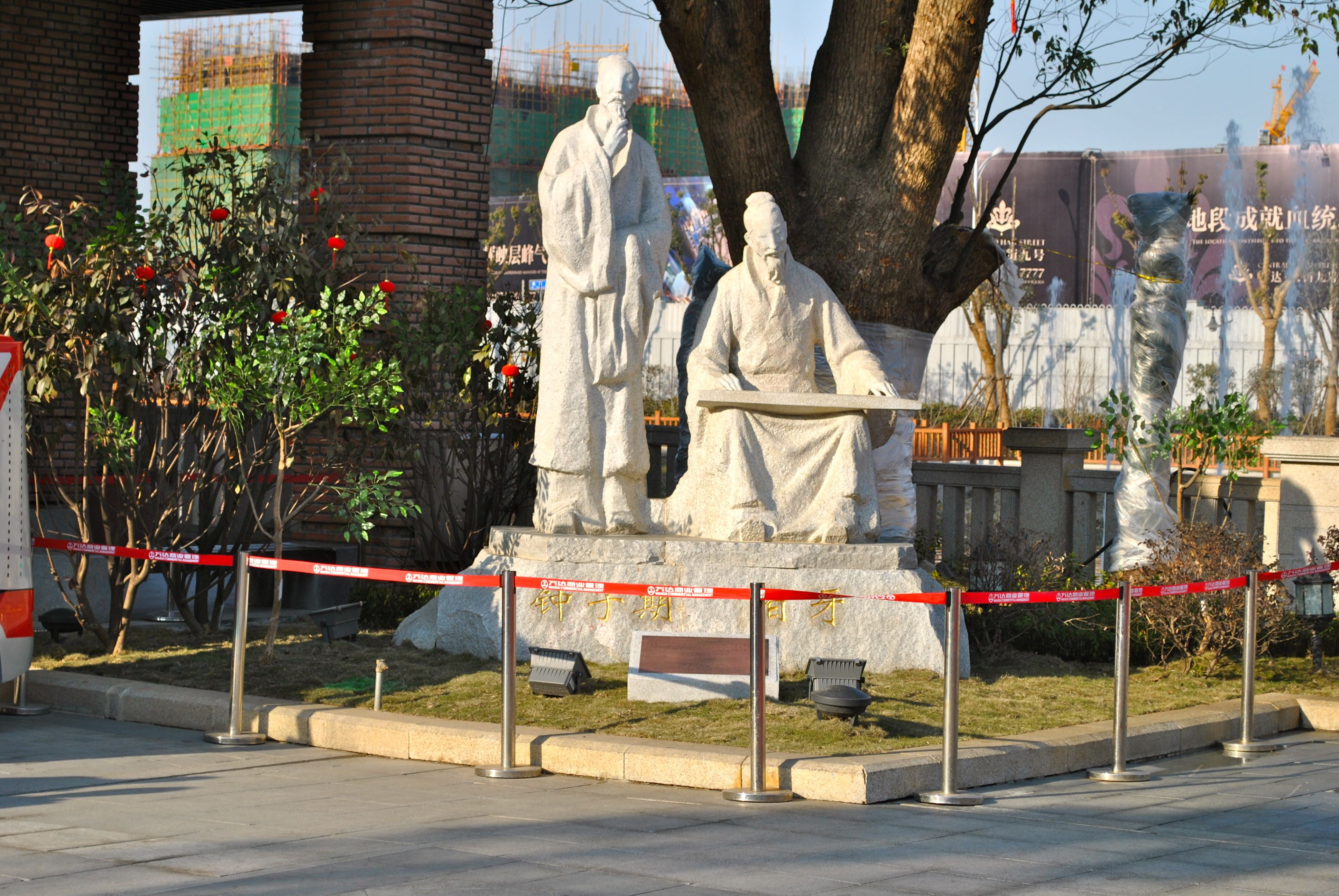
知音广场
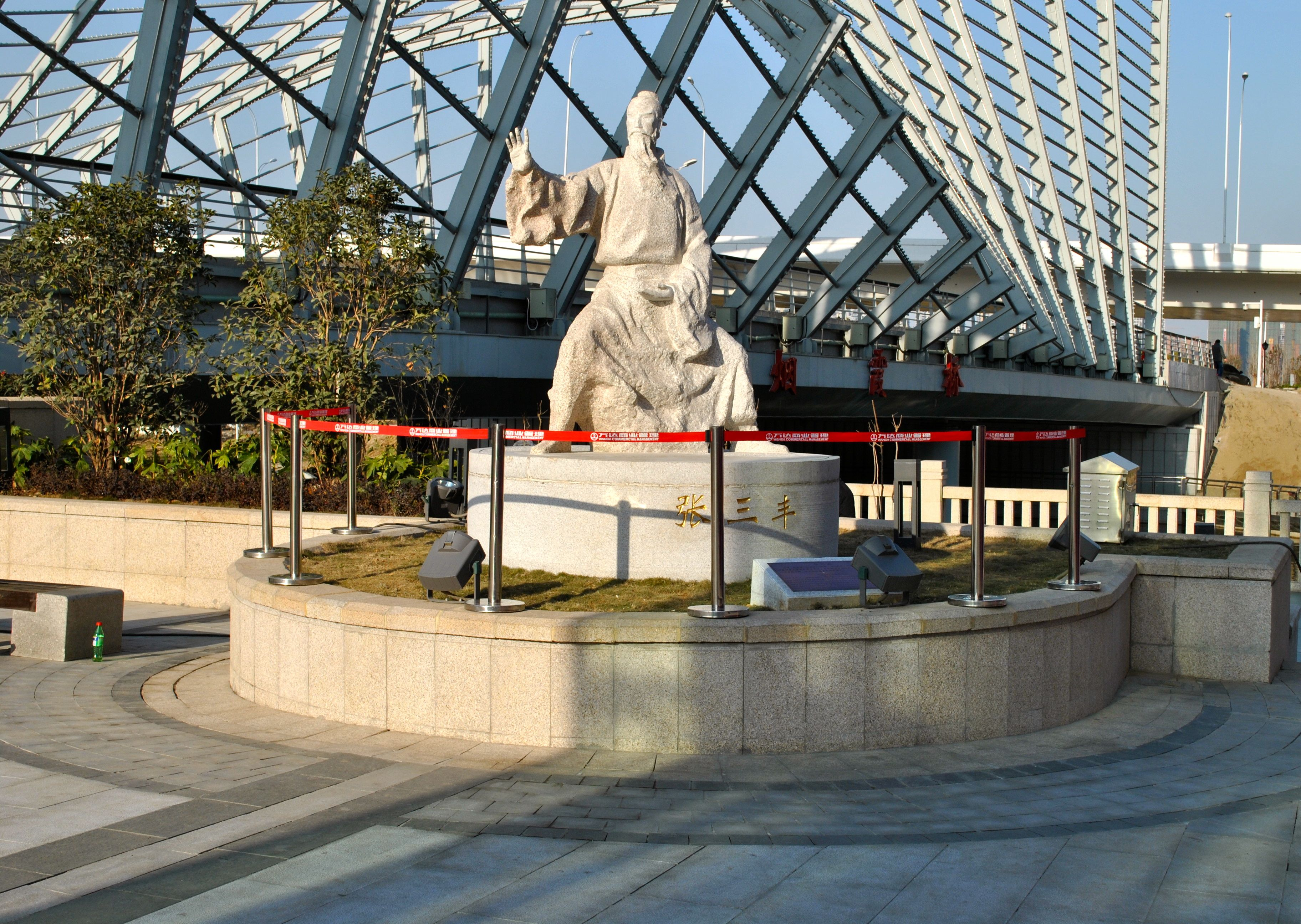
太极广场
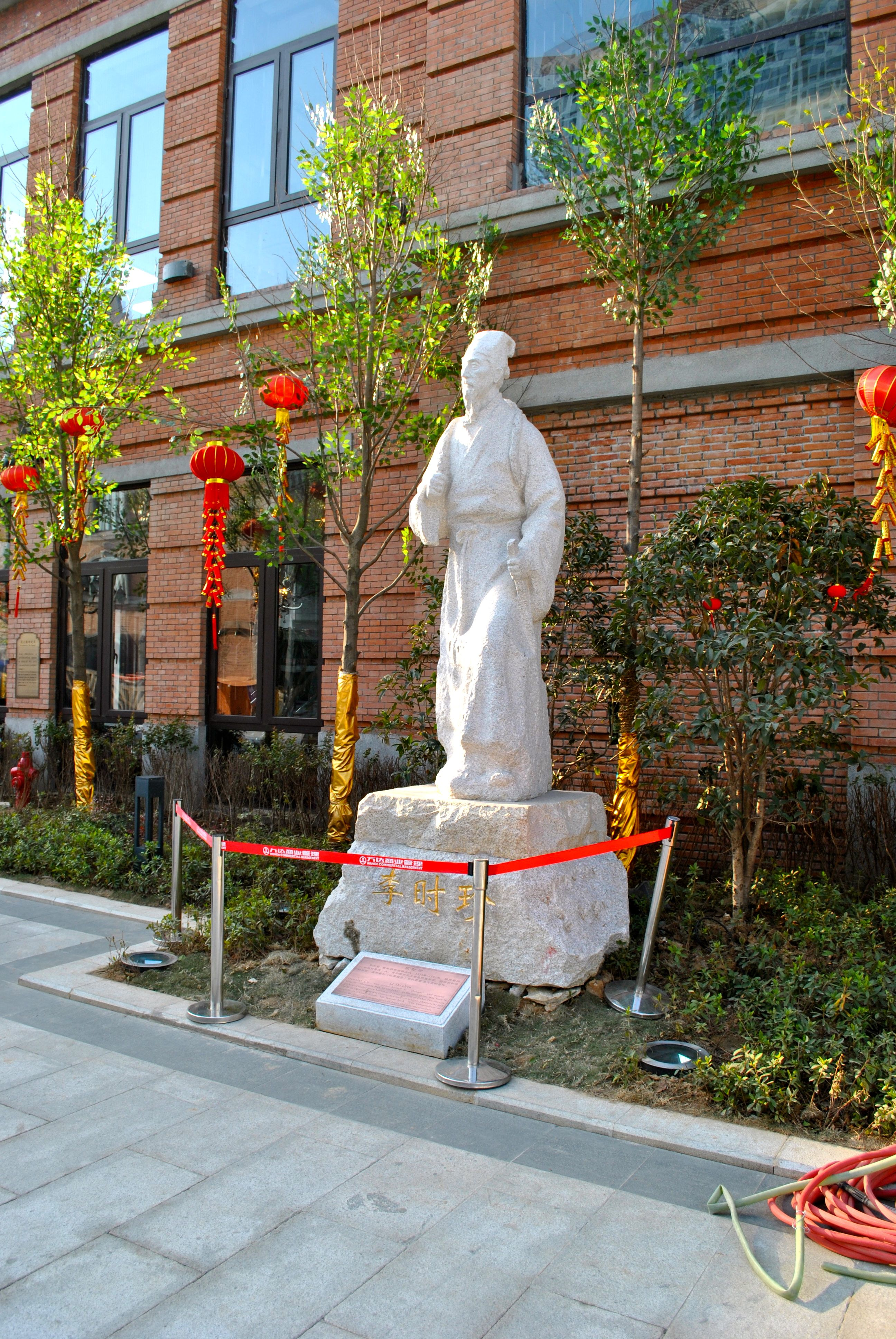
药圣广场
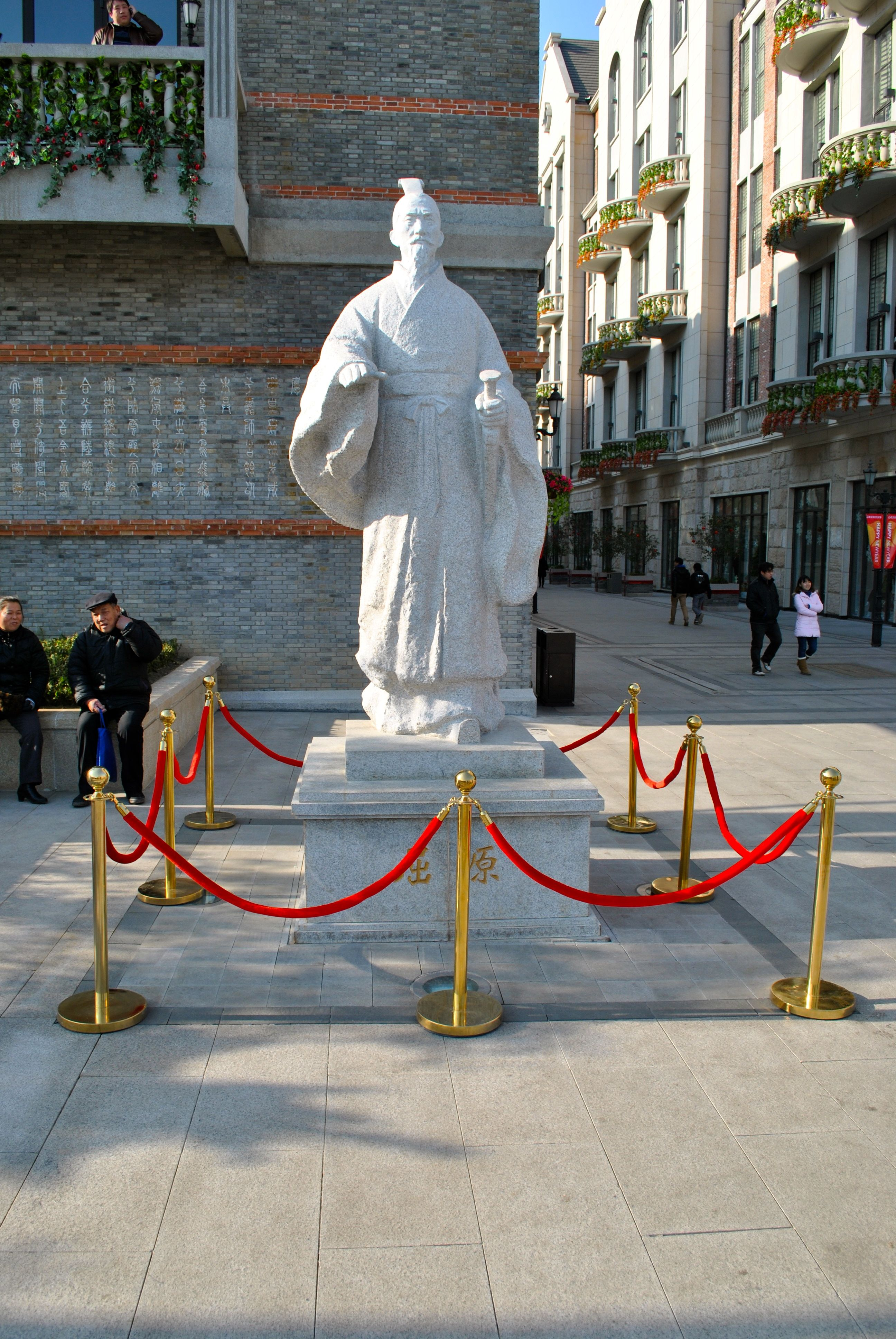
屈原广场
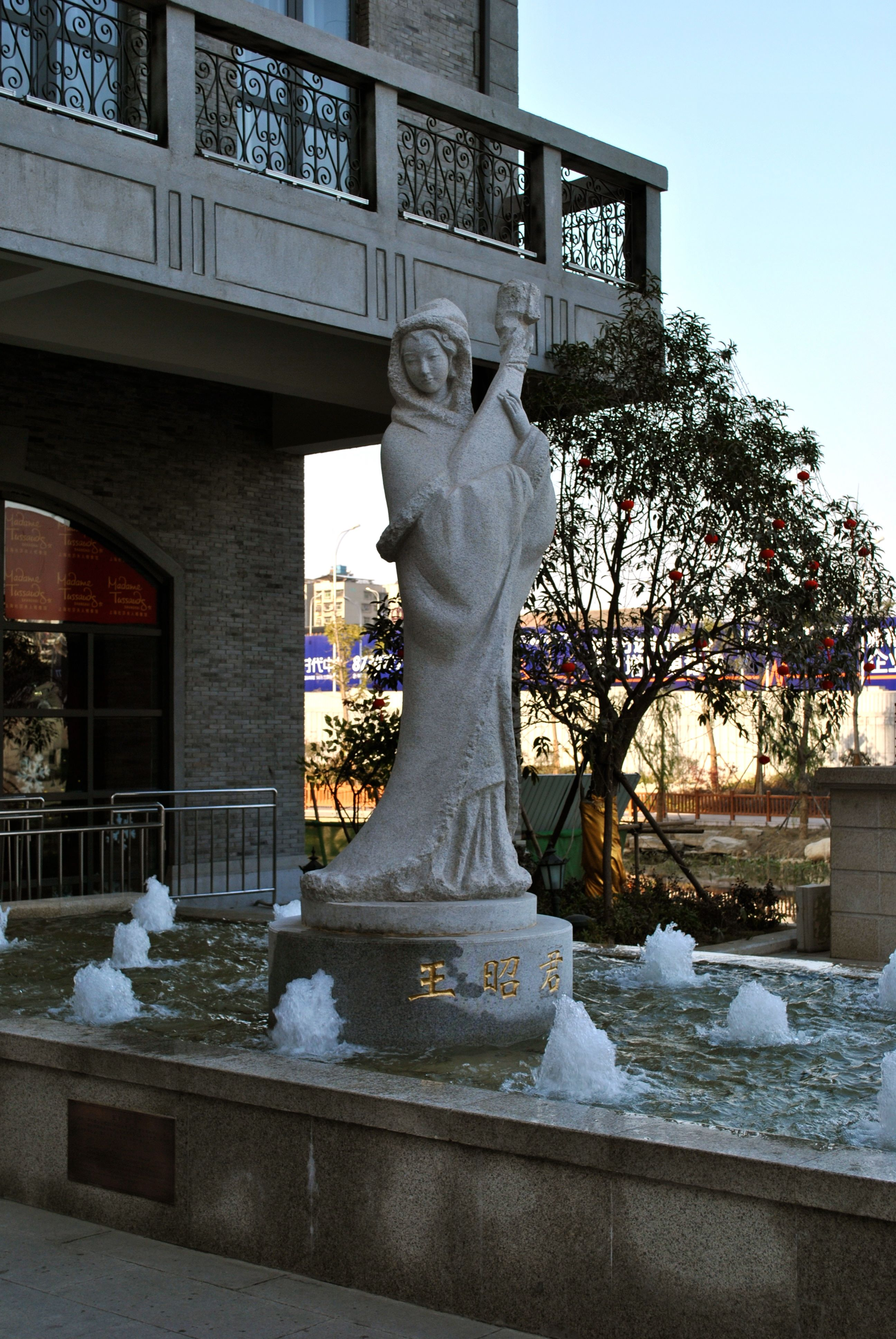
昭君广场

### 汉街大戏台
知音广场设有汉街大戏台，采用仿古木构建筑风格，用于群众演出。逢节假日会上演传统戏曲艺术。

### 杜莎夫人蜡像馆
汉街杜莎夫人蜡像馆是中国内地第2个。

### 文华书城
书城面积达5000㎡。

### 正刚艺术画廊
著名画家熊正刚设立。

### 愛來魔相藝術館
來自韓國的Alive Museum 4D藝術館，在2014年3月開業，是中國內地首家分館。藝術館樓高三層，佔地約2000平方米，展示錯覺藝術。

## 商业成果
汉街有200多个商店、餐厅、娱乐场所。有很多全球知名的快时尚品牌。汉街中段的万达广场於2012年开业，营业面积15万平方米。